# Der Mann, der den Zügen nachsah
Der Mann, der den Zügen nachsah (französisch: L’Homme qui regardait passer les trains) ist ein Kriminalroman des belgischen Schriftstellers Georges Simenon. Der Roman entstand nach unterschiedlichen Angaben 1936 in Igls oder im Frühjahr 1937. Er wurde 1938 veröffentlicht, seine erste deutsche Übersetzung erschien 1970 unter dem Titel Der Mann, der die Züge vorbeifahren sah.

## Inhalt
Kees Popinga, Prokurist in Groningen, erfährt eines Abends kurz vor Weihnachten vom Firmeninhaber, dass ein betrügerischer Konkurs unausweichlich ist. Sein Chef inszeniert noch in der Nacht sein Verschwinden. Popinga kehrt nach Hause zurück, weigert sich aber am nächsten Tag ins Büro zu gehen, in dem sicheren Wissen, dass er nicht nur seinen Arbeitsplatz verloren hat, sondern darüber hinaus sein Vermögen, da er an der Firma beteiligt war, sowie auch noch sein Haus, das er fremdfinanziert und die Hypothek qua Firmenanteile abgesichert hatte.
Am Nachmittag dieses Tages bricht er aus seinem bürgerlichen Dasein aus, wird vom Mann, der bisher den Zügen nur nachsah, zu einem, der das Leben nun genießen will. Er fährt nach Amsterdam zur Geliebten seines Chefs, die er für sich zu gewinnen trachtet, tötet sie aus Versehen, wie er sagt, weil sie ihn ausgelacht habe, und fährt danach sofort weiter nach Paris. Dort trifft er eine Prostituierte, die ihn am Heiligen Abend an ihren Zuhälter, den Kopf einer Autoschieberbande, weitervermittelt, von dem er aber noch rechtzeitig herausbekommt, dass es diesem nicht um Hilfe geht, sondern darum, ihm seine letzte Habe zu nehmen.
Er flieht, kehrt zu der Prostituierten zurück, verletzt und verlässt sie, ist ab jetzt in den Straßen von Paris unterwegs – bringt aber gleichzeitig durch einen Brief die Polizei nicht nur auf die Spur seiner zweiten Tat, sondern auch auf die der Autoschieberbande. Er verbringt seine Zeit mit immer wechselnden Tätigkeiten und an immer anderen Orten, da er nicht über Wiederholungen die Polizei auf seine Spur bringen will, und macht dadurch seinen Handlungsspielraum von Tag zu Tag enger.
Da ihm die Berichte über ihn in der Presse nicht gefallen, wendet sich Popinga schriftlich an die Zeitungen, die seine Briefe auch veröffentlichen, allerdings mit psychiatrischen Stellungnahmen versehen, die ihm und seinem Geltungsdrang Paranoia zuschreiben. In der Neujahrsnacht entkommt er nur dadurch der Entdeckung, dass er ein Eifersuchtsdrama, das sich unter den Gästen des Restaurants, in dem er auch ist, kommen sieht, und rechtzeitig flieht. Gleichzeitig hat die Polizei die Autoschieber auffliegen lassen, sich kurze Zeit darauf mit ihnen verständigt, da sie ihn als einzige gesehen haben, dass sie und damit die ganze Pariser Unterwelt sich ebenfalls auf die Suche nach ihm machen.
Einige Tage nach Neujahr verliert Popinga schließlich sein letztes Geld an einen Taschendieb, woraufhin er beschließt, aufzugeben. Er legt sich auf Eisenbahnschienen, wird aber "gerettet" und der Pariser Polizei übergeben, die ihn nach Hause und damit in die Psychiatrie abschiebt.

## Interpretation
Am Ende des Romans schreibt der Protagonist „Die Wahrheit über den Fall Kees Popinga“ auf. Doch er übergibt dem Arzt bloß einen Stapel leerer Seiten. Laut Lucille F. Becker ist die Wahrheit, die Popinga nicht niederschreiben kann, dass das Leben nicht zu ändern ist, es unmöglich bleibt, den Träumen nachzuleben. Diese Botschaft, die sich laut Becker durch Simenons gesamtes Werk ziehe, mache ihn zu einem Romancier der „vergeblichen Kämpfe“. Die abschließende Flucht in den Wahnsinn sei die Reaktion Popingas auf die Erkenntnis, dass sein Leben unnütz gewesen sei und nichts seine Existenz rechtfertige. Becker sah im Schluss eine typische Lösung für Simenons Romane, die ihm oft Kritik eingebracht habe: ein gut konstruierter Roman breche am Ende zufällig, hastig oder gewaltsam ab.
Für Lutz Gräfe gehörte der Roman vom „unaufhaltsamen Niedergang einer grauen Maus“ zu Simenons „düsteren Psychostudien, in denen der Belgier die Abgründe des Kleinbürgertums erforscht und die fast immer ein schlimmes Ende nehmen.“ Laut Alex Rühle müsse Popinga, der aus seiner festgelegten Realität ausbrechen wollte, erleben, wie er durch die Medien erneut in einem Bild, dem Image eines Monsters, gefangen werde, das er verzweifelt zu korrigieren versuche. Am Ende verliere er buchstäblich alles, bis er in vollständiger Nacktheit festgenommen werde. Doch Simenon lasse in der Schwebe, „inwieweit Popinga nur scheitert oder in diesem Scheitern doch auch eine Art von Freiheit gewinnt; und inwieweit er in dem Bestreben, die festgezurrten Verhältnisse in seinem Leben zu verrücken, tatsächlich verrückt wird.“

## Rezeption
Der Mann, der den Zügen nachsah hatte vor allem in den USA einen so großen Erfolg, dass er laut Jean Améry „den besten amerikanischen Kriminalromanen ernsthafte Konkurrenz machte“. Harold French verfilmte den Roman unter dem Titel The Man Who Watched Trains Go By mit Claude Rains in der Hauptrolle. In deutscher Sprache wurde der Film als Der Mann, der sich selbst nicht kannte veröffentlicht, der spätere Fernsehtitel lautete Paris-Express. Premiere des Films war am 26. Februar 1954. Der film-dienst wertete: „Ergreifende Charakterstudie nach einem Roman von Georges Simenon, die trotz einiger Unglaubwürdigkeiten durch ruhige Handlungsführung und intensive Darstellung besticht.“
Eine deutsche Übersetzung von Simenons Roman erschien erst 1970, damals unter dem Titel Der Mann, der die Züge vorbeifahren sah beim Heyne Verlag. 1981 folgte die erste Ausgabe des Diogenes Verlags als Der Mann, der den Zügen nachsah. Horst-Jürgen Gerigk ordnete den Roman im Jahr 2000 unter jene Bücher ein, die stärker durch ihren Titel als durch ihren Inhalt präsent seien. Dennoch wählten den Roman sowohl Diogenes im Jahr 2002 zum 50. Geburtstag des Verlags für die Jubiläums-Edition von zwölf Diogenes-Klassikern als auch die Süddeutsche Zeitung 2004 für ihre SZ-Bibliothek aus, was ihn wieder in den Fokus der Öffentlichkeit rückte. André Hille las eine „grandiose Geschichte“, für Alex Rühle war der Schwebezustand des Romans „unheimlich“, die Webseite maigret.de wertete: „Spannend bis zur letzten Seite“.
1998 produzierte der SWR eine Hörspielumsetzung. Unter der Regie von Walter Adler sprach Christian Berkel den Kees Poppinga laut Lutz Gräfe „mit beklemmender Intensität“ in einem „Dialogstück mit wenigen, dafür aber um so akzentuierteren Effekten“. Das Ergebnis sei ein „spannendes Psychogramm […], dessen Kälte einem zuweilen das Herz gefrieren läßt.“ Im Jahr 2002 wurde das Hörspiel vom Audio Verlag auf CD veröffentlicht.

## Ausgaben
- Georges Simenon: L’Homme qui regardait passer les trains. Gallimard, Paris 1938. (Erstausgabe)
- Georges Simenon: Der Mann, der die Züge vorbeifahren sah. Übersetzt von Hansjürgen Wille, Barbara Klau. Heyne, München 1970. (Deutsche Erstausgabe)
- Georges Simenon: Der Mann, der den Zügen nachsah. Übersetzt von Walter Schürenberg. Diogenes, Zürich 1981, ISBN 3-257-20815-4.
- Georges Simenon: Der Mann, der den Zügen nachsah. Übersetzt von Linde Birk. Diogenes, Zürich 2002, ISBN 3-257-05609-5.
- Georges Simenon: Der Mann, der den Zügen nachsah. Übersetzt von Ulrike Ostermeyer. Kampa, Zürich 2019, ISBN 978-3-311-13332-2.